# Sonata per pianoforte n. 22 (Beethoven)
Da sempre oggetto di discussione, la sonata per pianoforte n. 22, Op. 54, è una delle più brevi composte da Beethoven. Composizione particolare, è ancor oggi inspiegabilmente ignorata dai concertisti; fece molto discutere anche per l'assenza di un movimento strutturato secondo i classici canoni della forma sonata; si pensò anche, nel secolo passato, che, seppure non finita, fosse stata affidata così agli editori che facevano pressione per averla.  Tuttavia, a differenza delle altre piccole sonate Beethoveniane, questa ha un suo carattere specifico.

## Struttura
L'opera 54 è composta da due soli movimenti:
1. In tempo di minuetto
2. Allegretto

## Analisi del Primo movimento
Il Primo movimento della sonata ha come metro tre quarti nella tonalità di base di fa maggiore. L'indicazione agogica (o tempo) indicata è “In tempo di Minuetto”. La struttura formale che dovrebbe essere quella di un minuetto è in realtà abbastanza libera e indeterminata. Secondo alcuni commentatori questo tempo si avvicina di più a quello di un Rondò, vista l'insistenza del tema principale.
Il Tema del Minuetto occupa le prime 25 misure ed è strutturato su quattro frasi. La seconda e la quarta è la ripetizione della prima e della terza; inoltre le seconde due hanno una durata doppia delle prime due. Ogni frase contiene tre semifrasi: le prime due semifrasi sono uguali, mentre la terza amplia brevemente il motivo di base. Le quattro frasi sono così suddivise:
- prima frase: misure 1 - 5;
- seconda frase: misure 5 - 9;
- terza frase: misure 9 - 17;
- quarta frase: misure 17 - 25.

Ogni frase inizia con un inciso ascendente (croma puntata - semicroma - minima) caratteristico del tema. L'inciso segna anche l'inizio delle tre semifrasi contenute in ogni frase:  quindi l'inciso compare in tutto 12 volte in questa prima esposizione. Le prime due frasi sono impostate sulla tonica (fa maggiore): in posizione fondamentale con il primo inciso; in primo rivolto con il secondo inciso; in secondo rivolto con il terzo inciso. La frase poi si conclude con la tonica nuovamente in posizione fondamentale. Inoltre "tutti gli elementi (le varie semifrasi) che compongono le frasi terminano con una nota corta, non accentata".[batt. 1-5]
Il Trio inizia a misura 25. È un "perpetuum mobile rustico in terzine di ottave e di seste" realizzato su due voci sfasate di una battuta, ma sviluppato in forma piuttosto libera. La struttura può essere divisa in due periodi seguiti da una coda. Il primo periodo (misure 25 - 39) è formato a sua volta da una frase di 4 misure seguita da una più lunga di 10. L'impostazione armonica iniziale è quella della dominante (do). A parte le prime due note di ogni frase, la melodia si sviluppa per note congiunte. [batt. 25-29]
Il secondo periodo, dopo una breve pausa di respiro, inizia a misura 39 ed è lungo 16 battute. Questo periodo è diviso in due frasi: una di 4 misure e l'altra di 12 misure.  In questo secondo periodo prevale la dominante minore (do minore).
La codetta del trio è di 15 battute ed inizia a misura 55 ed è impostata su 5 frasi in parte sovrapposte: 2 + 2 + 5 + 5 + 4. Nelle prime due frasi le due voci perdono il raddoppio e l'aggressività iniziale (dal punto di vista armonico si fa sentire il fa minore e il re bemolle maggiore). La frase centrale più modulante (misure 59 - 63) sembra esitare, mentre le ultime due avviano un pedale di dominante (do) per preparare il ritorno del minuetto. Nella quarta frase il pedale è realizzato dalla voce superiore, mentre nella quinta dalla voce inferiore sulla quale a misura 70 si sovrappone il tema del minuetto.[batt. 55-71]
Il ritorno del minuetto vede la ripetizione testuale della prima frase (in questo "Beethoven segue il principio classico"), mentre la seconda frase si presenta variata: l'inciso del tema viene sostituito da una quartina di semicrome con acciaccatura. L'ambiente armonico rimane immutato.[batt. 74-78]
La terza frase del minuetto è uguale alla fase corrispondente della prima esposizione, mentre la quarta viene variata similmente alla terza. Queste variazioni comunque non sono solamente decorative, ma sono anche generative nel senso che ampliano il discorso musicale aggiungendo nuovi elementi di interesse.
Una breve ripresa del trio (solo 13 battute; da misura 94 a misura 106) separa la terza ripresa del minuetto. L'energia iniziale viene presto smorzata su due accordi coronati di settima di dominante (do maggiore settima). Sono accordi sospensivi che si risolvono con la terza ripresa del tema del minuetto. [batt. 103-107]
Nel terzo ritorno del minuetto (da misura 106 a misura 137) le variazioni si fanno ancor più accentuate. A parte la frase iniziale immutata, le altre tre si presentano con quartine, acciaccature, note ribattute, trilli e arpeggii soprattutto ascendenti. L'ultima frase viene ampliata di otto battute "in modo spettacolare"; si tratta di una lunga frase di collegamento discendente i cui arabeschi "alla fine si trasformano in una breve cadenza che nasce direttamente dall'energia montante della sfarzosa ornamentazione". [batt. 133-138]
L'ultimo ritorno del tema coincide con la coda del movimento (o potrebbe anche essere un "epilogo"). Questa coda è formata da tre frasi. Nella prima appare il tema del minuetto ma in una veste nuova, più lirica, mentre il basso mantiene costantemente un pedale di fa (la tonica). Nella seconda frase il tema viene ripetuto con gli stessi abbellimenti sperimentati in precedenza. La terza frase dopo un crescendo in fortissimo e un gruppo accordale sulla tonica (fa maggiore) la sonorità ricade nel pianissimo con una serie di cadenze perfette l'ultima delle quali alcuni commentatori definisce "femminile".

### Schema riassuntivo
| Parte                        | Sezione                                  | Sottosezione                  | Grado                                 | Tonalità                | Battute:da-a |
| ---------------------------- | ---------------------------------------- | ----------------------------- | ------------------------------------- | ----------------------- | ------------ |
| Tema del minuetto            | Prima frase                              |                               | I (tonica)                            | fa magg.                | 1 – 5        |
| Tema del minuetto            | Seconda frase                            |                               | I (tonica)                            | fa magg.                | 5 - 9        |
| Tema del minuetto            | Terza frase                              |                               | I (tonica)                            | fa magg.                | 9 - 17       |
| Tema del minuetto            | Quarta frase                             |                               | I (tonica)                            | fa magg.                | 17 - 25      |
| Tema del trio                | Primo periodo                            | Prima frase                   | V (dominante)                         | do magg.                | 25 – 29      |
| Tema del trio                | Primo periodo                            | Seconda frase                 | V (dominante)                         | do magg.                | 29 - 39      |
| Tema del trio                | Secondo periodo                          | Prima frase                   | V (dominante)                         | do minore               | 39 - 43      |
| Tema del trio                | Secondo periodo                          | Seconda frase                 | V (dominante)                         | do minore               | 43 - 55      |
| Tema del trio                | Codetta                                  | Prima frase                   |                                       | (fa minore)             | 55 - 57      |
| Tema del trio                | Codetta                                  | Seconda frase                 |                                       | (re bemolle maggiore)   | 57 - 59      |
| Tema del trio                | Codetta                                  | Terza frase (modulante)       | => V (dominante)                      | => do                   | 59 - 63      |
| Tema del trio                | Codetta                                  | Quarta frase (pedale di dom.) | V (dominante)                         | do                      | 63 - 67      |
| Tema del trio                | Codetta                                  | Quarta frase (pedale di dom.) | V (dominante)                         | do                      | 67 - 70      |
| Prima ripresa del minuetto   | Prima frase                              |                               | I (tonica)                            | fa magg.                | 70 - 74      |
| Prima ripresa del minuetto   | Seconda frase variata                    |                               | I (tonica)                            | fa magg.                | 74 - 78      |
| Prima ripresa del minuetto   | Terza frase                              |                               | I (tonica)                            | fa magg.                | 78 - 86      |
| Prima ripresa del minuetto   | Quarta frase variata                     |                               | I (tonica)                            | fa magg.                | 86 - 94      |
| Breve ripresa del trio       |                                          |                               | V (dominante => settima di dominante) | do magg. => do magg. 7a | 94 - 106     |
| Seconda ripresa del minuetto | Prima frase                              |                               | I (tonica)                            | fa magg.                | 106 - 110    |
| Seconda ripresa del minuetto | Seconda frase variata                    |                               | I (tonica)                            | fa magg.                | 110 - 114    |
| Seconda ripresa del minuetto | Terza frase variata                      |                               | I (tonica)                            | fa magg.                | 114 - 122    |
| Seconda ripresa del minuetto | Quarta frase variata                     |                               | I (tonica)                            | fa magg.                | 122 - 129    |
| Seconda ripresa del minuetto | Frase di collegamento con cadenza finale |                               | I (tonica)/V (dom.)                   | fa magg./do magg. 7a    | 129 - 137    |
| Coda finale (o epilogo)      | Prima frase                              | Tema del minuetto più lirico  | I (tonica)                            | fa magg.                | 137 - 141    |
| Coda finale (o epilogo)      | Seconda frase variata                    |                               | I (tonica)                            | fa magg.                | 141 - 145    |
| Coda finale (o epilogo)      | Terza frase con cadenza finale           |                               | I (tonica)                            | fa magg.                | 145 - 155    |

## Analisi del Secondo movimento
Il Secondo movimento della sonata ha come metro due quarti nella tonalità di base di fa maggiore. L'indicazione agogica (o tempo) indicata è “Allegretto”. La struttura formale di questo secondo movimento non è ben definita; per alcuni si tratta di un perpetuum mobile, per altri può essere definito uno studio (almeno come carattere).

Le prime 20 misure (ripetute) presentano due elementi tematici: (1) un moto perpetuo di fitte semicrome spezzate ascendenti (la frase inizia con un arpeggio nel tono d'impianto - fa maggiore e viene presentata per 4 volte); (2) a questo moto inarrestabile di semicrome si contrappone una "figuretta" (o inciso) di una semicroma (o due) seguita da uno sforzando della durata di una battuta o più. [batt. 1-8]
A misura 9 (codetta del tema) la linea melodica si amplia tramite un cambio di legatura: da due misure in due misure si passa ad una legatura di quattro misure. La "figuretta" viene ripresentata prima ad ogni battuta e poi due volte per battuta: questa accelerazione crea uno stato di tensione il cui scopo è sottolineare una cadenza sospesa (o semicadenza) finale sulla dominante (do maggiore in primo Rivolto a misura 19).

La fine del ritornello segna una nuova fase: lo sviluppo del moto perpetuo. La tonalità cambia repentinamente (senza apparente preparazione) in la maggiore. In realtà alla fine del ritornello è presente un trillo sulla nota si bemolle che insieme al la maggiore suggerisce la tonalità di re minore (relativa minore della tonalità d'impianto). In effetti a misura 30 compare chiaramente questa tonalità. Quindi il la maggiore è la dominante di re minore. In questa fase di sviluppo possiamo notare prima una marcata e pesante scala cromatica di ottave discendenti al basso e successivamente alla voce superiore una snella figura ritmica sincopata (misura 46) che rimbalza più volte tra le due mani. [batt.38-49]
Nella parte finale (misura 62 e seguenti) di questa parte dello sviluppo (un ponte di collegamento alla fase successiva) le quartine di crome che fin qui hanno accompagnato le varie figurazioni melodiche si stabilizzano e in modo reiterato si presentano su piani sonori dinamici opposti (forte/piano) prima con la scansione di una battuta e poi accelerando con accentuazioni a metà battuta.

A misura 76 viene presentata un nuovo tema (espressivo) di due frasi di 4 misure ciascuna nella tonalità di re bemolle maggiore. La prima frase si chiude sulla nuova tonica (re bemolle), mentre la seconda frase si chiude sulla relativa dominante (la bemolle).[batt. 76-84]
Una terza ripetizione della frase prepara uno sviluppo del nuovo tema in una progressione crescente lungo il circolo discendente delle quinte: la bemolle (quinta di re bemolle) - do diesis = re bemolle (quinta di fa diesis) - fa diesis (quinta di si) - si (quinta di mi) - mi (quinta di la) - la (quinta di re) - re (quinta di sol) - sol (quinta di do) - do (quinta di fa). Si ritorna così alla tonalità d'impianto iniziale (fa maggiore). [batt. 85-97]
Il riapparire della "figura ritmica sincopata" di battuta 100 segna l'inizio della fase di preparazione, sulla dominante (do maggiore), al ritorno del tema fondamentale. A misura 116 su un pedale di fa avviene la ricapitolazione del tema fondamentale di questo movimento. In sintesi ritornano i vari elementi dell'esposizione del tema: le due frasi del tema (a misura 116 e 120); breve sviluppo del moto perpetuo (a misura 124) con il raggiungimento dell'armonia della sottodominante (si bemolle); la scala cromatica discendente (a misura 131) con la quale Beethoven introduce la tonica minore (preparata dal si bemolle precedente); e infine la codetta molto cromatica fino al segno di ritornello.

L'ultima fase di questo movimento, "Più allegro" a misura 166, è ancora una ripresa del tema del moto perpetuo su un pedale di tonica (fa) ma con toni più brillanti ed enfatici, ma anche quasi selvaggi.

### Schema riassuntivo
| Parte       | Sezione                                                        | Grado                       | Tonalità             | Battute:da-a |
| ----------- | -------------------------------------------------------------- | --------------------------- | -------------------- | ------------ |
| Esposizione | Tema (4 partenze)                                              | I (tonica)                  | fa magg.             | 1 - 8        |
| Esposizione | Codetta del tema                                               | I (tonica) => V (dominante) | fa magg. => do magg. | 9 - 20       |
| Sviluppo    | Sviluppo del moto perpetuo                                     | Relativa minore             | re minore            | 21 - 37      |
| Sviluppo    | Scala cromatica discendente                                    |                             |                      | 38 - 46      |
| Sviluppo    | Figura ritmica sincopata                                       | Relativa minore             | re minore            | 46 - 61      |
| Sviluppo    | Ponte di collegamento                                          |                             |                      | 61 - 76      |
| Sviluppo    | Nuovo tema (due frasi)                                         |                             | Re bemolle magg.     | 76 - 84      |
| Sviluppo    | Sviluppo del nuovo tema con progressioni discendenti di quinte | => V (dominante)            | => do magg.          | 84 - 100     |
| Sviluppo    | Figura ritmica sincopata                                       | V (dominante)               | do magg.             | 100 - 115    |
| Ripresa     | Tema principale (su due frasi)                                 | I (tonica)                  | fa magg.             | 116 - 123    |
| Ripresa     | Codetta                                                        | =>IV (sottodominante)       | =>si bemolle minore  | 124 - 130    |
| Ripresa     | Scala cromatica discendente                                    | tonica minore               | fa minore            | 131 - 134    |
| Ripresa     | Codetta cromatica                                              |                             |                      | 135 - 164    |
| Finale      | (ripresa più volte del tema)                                   | I (tonica)                  | fa magg.             | 165 - 192    |